# Мале Верево
Мало Верево (рос. Малое Верево) — присілок у Гатчинському районі Ленінградської області Російської Федерації.
Населення становить 4231 особу. Належить до муніципального утворення Веревське сільське поселення.

## Географія
Населений пункт розташований на південній околиці міста Санкт-Петербурга.

## Історія
Згідно із законом від 16 грудня 2004 року № 113—оз належить до муніципального утворення Веревське сільське поселення.

## Населення
| 2002 | 2006  | 2007  | 2010  | 2017  |
| ---- | ----- | ----- | ----- | ----- |
| 4109 | ↘3959 | ↘3904 | ↗4246 | ↘4231 |